# Delovoj Tsentr (metrostation Moskou)
Delovoj Tsentr (Russisch: Деловой центр) is een station aan de Kalininsko-Solntsevskaja-lijn van de Moskouse metro. Het station werd op 31 januari 2014 geopend als eerste station van de westelijke verlenging van lijn 8, lijn 8a. Vlak voor de opening van het eerste deel van de Grote Ringlijn op 26 februari 2018 werd het station op 24 februari 2018 weer gesloten in verband met de bouw van keersporen ten oosten van het station. De treindiensten op lijn 8a reden tot de heropening op 12 december 2020 over de Grote Ringlijn naar Petrovski Park zonder Delovoj Tsentr aan te doen.

## Geschiedenis
De ruwbouw van Vystavotsjnaja en de beide metrostations Delovoj Tsentr zijn tegelijk met de bouw van het centrale deel van het internationale zakencentrum Moscow-City in de periode 1999 – 2004 gebouwd. Vystavotsjnaja (tentoonstelling) ligt op de bovenste laag en werd geopend in 2005. De beide stations Delovoj Tsentr (zaken centrum) liggen een niveau lager naast elkaar. Het noordelijkste van die twee ligt aan de Solntsevskaja-radius en werd in 2014 geopend. Het zuidelijkste ligt op het tracé van de Roebljevo-Archangelsk-lijn en werd geopend op 26 februari 2018, vooralsnog als onderdeel van de Grote Ringlijn. De naam van het station is toegekend in het besluit 564-PP d.d. 24 juni 2008 van het Moskouse stadsbestuur. Aan de oostkant van het perron is een gemeenschappelijke verdeelhal waar een overstap mogelijk is met de Filjovskaja-lijn. De inrichting van station Delovoj Tsentr werd in besluit 333-PP d.d. 18 juni 2012 door de Russische regering goedgekeurd en in oktober volgde de aanbesteding van de roltrappen. 

## Chronologie
- December 2012: De eerste tunnelboormachine van Ingeocom begint bij Delovoj Tsentr aan de oostelijke tunnel naar Park Pobedy
- 24 april 2013: De tweede tunnelboormachine van Ingeocom begint bij CSKA aan de westelijke tunnel naar Park Pobedy, dezelfde dag beginnen nog twee andere tunnelboormachines bij CSKA aan hun tunnels.
- 31 oktober 2013: Tunnelboormachine Sofia uit 2012, van de Amerikaanse fabrikant Robbins, bereikt na 10 maanden het station Park Pobedy. De 1888 meter lange tunnelbuis ging onder de derde ringweg, de kleine ringspoorlijn van Moskou, de Moskva en de bestaande metrotunnel tussen Park Pobedy en Kievskaja door. De tunnel ligt op deze route tussen de 86 en 88 meter diep en als bijzonderheid werd het boorgruis afgevoerd via een verticale transportband.
- 26 december 2013: Burgemeester Sobjanin brengt een bezoek aan het voltooide station.
- De nacht van 30 op 31 december 2013: Tijdens een test loopt een rijtuig vast door de kromming van het perron. Hierop wordt de kromming begin 2014 aangepast.
- 24 januari 2014: De verificatie werkzaamheden worden hervat.
- 28 op 29 januari 2014: De tijdelijke deur bij het station wordt verwijderd en het traject voldoet aan de metrostandaard.
- 29 januari 2014: De testritten gaan van start.
- 31 januari 2014: 10:30 uur feestelijke opening van het station, start van de pendeldienst door de oostelijke tunnelbuis.
- 14 december 2015: Voltooiing van de westelijke tunnelbuis naar Park Pobedy. In het station worden schermen geplaatst aan de tot dan toe ongebruikte perronzijde en het leggen van de rails in de nieuwe tunnel gaat van start. Sommige delen van deze verbinding liggen op 90 meter diepte, een record voor metrobouwer Metrostroi.
- 19 februari 2016: De meettrein rijdt door de nieuwe tunnel.
- 27 februari 2016: De schermen worden naar de andere kant van het perron verplaatst. De pendeldienst gebruikt niet langer de oostelijke maar de westelijke tunnelbuis ter voorbereiding van de reguliere metrodienst.
- 19 – 28 december 2016: Tijdelijke sluiting van tunnels om de verlenging met drie stations ten zuiden van Park Pobedy aan te sluiten.
- 30 december 2016: Oplevering van het dubbelsporige tracé tussen Delovoj Tsentr en Ramenki.
- 25 – 30 januari 2017: Tijdelijke sluiting van het traject Delevoj Tsentr – Park Pobedy voor het afwerken van de uitbreiding.
- 16 maart 2017: Opening van de verlenging naar Ramenki voor de reizigers.
- 24 februari 2018: Sluiting van het station in verband met rechtstreekse dienst van lijn 8A over de grote ringlijn.
- 19 februari 2019: Aanleg van de keersporen aan de oostkant van het perron gaat van start.
- 12 december 2020: Heropening van het station

## Treindienst
Het station werd op 31 januari 2014 om 10:30 uur geopend als onderdeel van het eerste stuk van de  Solntsevskaja-radius en als 192e van het metronet. Vanaf de opening tot de verlenging van de Solntsevskaja-radius op 16 maart 2017 werd een pendeldienst onderhouden met een interval van 10 minuten, eerst door de oostelijke tunnelbuis en vanaf 27 februari 2016 door de westelijke. De perrons van zowel Delovoj Tsentr als Park Pobedy zijn qua lengte geschikt voor vijf bakken, wegens het geringe reizigersaanbod werd de pendeldienst echter gereden met treinen van drie bakken.  
Op 14 december 2015 werd de westelijke tunnelbuis tussen Delovoj Tsentr en Park Pobedy voltooid. De tot dan ongebruikte spoorbak aan de noordzijde van het perron werd afgezet en er werd begonnen met leggen van de rails. Op 19 februari 2016 reed een meettrein over het nieuwe spoor en op 27 februari 2016 werd de pendeldienst via de westelijke tunnel geleid. De hekken op het perron werden naar de andere kant verplaatst en de oostelijke tunnel werd buiten gebruik gesteld als voorbereiding voor de opening van de verlenging ten zuiden van Park Pobedy. Sinds de opening van de Solntsevskaja-radius ten zuiden van Park Pobedy op 16 maart 2017 zijn beide sporen in gebruik. Omdat het keerspoor tussen  Delovoj Tsentr en Park Pobedy kende de Solntsevskaja-radius bij Delovoj Tsentr gedeeltelijk links verkeer.  

## Sluiting
Op 24 februari 2018 werd het station gesloten zodat de tunnel aan de oostkant verlengd kan worden. In eerste instantie zal de tunnel richting Dorogomilovskaja alleen als doodlopend deel voor keersporen worden gebouwd. Door de aanleg van keersporen aan de oostkant kan de standaard keerprocedure ook bij Delovoj Tsentr worden toegepast. Het eerder toegepaste twee richtingsverkeer in beide tunnelbuizen is onhandig in gebruik en beperkt ook de frequentie op de hele lijn omdat de overloop zich in het operationele deel tussen Park Pobedy en Sjelepicha bevindt. De bouw van de tunnel voor de keersporen begon op 19 februari 2019. Het is de bedoeling om tijdens de bouw concerten van het personeelskoor van de Moskouse metro te organiseren in het stilgelegde deel van het station. Na de voltooiing van de keersporen zal het station worden heropend en kunnen de Solntsevo-radius en de Grote Ringlijn onafhankelijk van elkaar functioneren. 

## Toegangen
Vanaf het midden van het perron is een lift voor reizigers die via balkons boven de sporen vanaf de verdeelhallen bereikt kan worden. De westelijke verdeelhal werd tegelijk met het station geopend en is direct verbonden met het winkelcentrum Afimall. Aan de oostkant ligt een gemeenschappelijke verdeelhal met het al in 2005 geopende station Delovoj Tsentr.

## Toekomst
Om de treinen te kunnen keren was alleen aan de westzijde een keerspoor beschikbaar. Deze situatie leidde in de praktijk tot een keerprocedure waarbij de metrobestuurder drie maal van cabine moest wisselen voordat de terugweg kon worden aanvaard van de andere kant van het perron. Het was ook de bedoeling dat Delovoj Tsentr slechts tijdelijk als eindpunt zou worden gebruikt. Volgens het metroplan van 2011 zou de lijn ten oosten van Delovoj Tsentr verder lopen en onder de binnenstad een verbinding naar Tretjakovskaja vormen. Omdat dit stuk onder de binnenstad met hoge kosten gepaard gaat is dat op de lange baan geschoven en worden de betreffende gelden elders ingezet om meer metro kilometers voor hetzelfde geld te bouwen. Daarom is vanaf februari 2019 slechts een deel van de tunnel naar Dorogomilovskaja gebouwd met daarin keersporen zodat de reguliere keerprocedure gevolgd kan worden. Deze werkzaamheden waren op 12 december 2020 voltooid en sindsdien is het station weer het noordelijke eindpunt van de Solntsevo radius. Het keerspoor aan de westkant kan in de toekomst worden gebruikt om treinen uit het centrum om te keren. De rechtstreekse sporen tussen Park Pobedy en Sjelepicha worden alleen nog gebruikt als verbindingssporen tussen lijn 8 en lijn 17, die naar verwachting in 2026 geopend wordt.  